# 残余
| ウィキペディアには「残余」という見出しの百科事典記事はありません（タイトルに「残余」を含むページの一覧/「残余」で始まるページの一覧）。 代わりにウィクショナリーのページ「残余」が役に立つかもしれません。 |